# Stockprobe
Die Stockprobe ist eine  Feingehalts- und Gewichtskontrolle der vom Münzwardein vom Prägestock (ältere Bezeichnung für den Unterstempel) entnommenen bereits geprägten Münzen.  Es ist die Probe des neu gemünzten Geldes, das vom Wardein in den Münzstock  gelegt wird, um die Möglichkeit der Nachprüfung zu haben.
Nach der kaiserlichen Probierordnung von 1551, dem Bestandteil der Augsburger Reichsmünzordnung von 1551, musste der Wardein von jedem Werk (Guss) nach der erfolgten Probe eine bestimmte Menge Münzen in einem Papier verschließen, auf dem das Datum der Herstellung und das Gewicht des Werks verzeichnet waren und in die Fahrbüchse einwerfen.